# Dibamus somsaki
Dibamus somsaki — вид ящірок з родини Дібамових. Вид зустрічається лише у Таїланді. Тіло сягає 10 см завдовжки.

## Поширення
- Honda M., Nabhitabhata J., Ota H., Hikida T. (1997) A new species of Dibamus (Squamata: Dibamidae) from Thailand., Raffles Bull. Zool. 45 (2): 275–279
- Greer,A. E. (1985) The relationships of the lizard genera Anelytropsis and Dibamus., J. Herpetol. 19 (1): 116–156
- TIGR Reptile Database . Uetz P. , 2007-10-02

| Жаба | Це незавершена стаття з герпетології. Ви можете допомогти проєкту, виправивши або дописавши її. |